# Сан Клементе (Пескара)
Сан Клементе (итал. San Clemente) је насеље у Италији у округу Пескара, региону Абруцо.
Према процени из 2011. у насељу је живело 293 становника. Насеље се налази на надморској висини од 197 м.